# Richard Jeni
 (avril 2014).
Si vous disposez d'ouvrages ou d'articles de référence ou si vous connaissez des sites web de qualité traitant du thème abordé ici, merci de compléter l'article en donnant les références utiles à sa vérifiabilité et en les liant à la section « Notes et références ».
Richard Jeni, né Richard John Colangelo, le 14 avril 1957 à Brooklyn, quartier de New York et mort le 10 mars 2007 à Los Angeles, en Californie était un acteur, scénariste, producteur et compositeur américain.

## Biographie
Il est né en 1957 à Brooklyn, à New York, aux États-Unis, Richard Jeni est connu aux États-Unis comme humoriste.
En 1994, il joue avec Jim Carrey dans The Mask, où il joue l'ami et collègue de Stanley Ipkiss (incarné par Jim Carrey).
Il se suicide par balle le 10 mars 2007.

## Filmographie partielle

### Comme acteur
- 1988 : Bird : Morello
- 1989 : Caroline's Comedy Hour (série TV) : Host (1992-1994)
- 1994 : The Mask : Charlie Schumaker
- 1995 : Platypus Man (en) (série TV) : Richard Jeni
- 1997 : Dad's Week Off (en) (TV) : Bernie
- 1997 : An Alan Smithee Film (An Alan Smithee Film: Burn Hollywood Burn) : Jerry Glover
- 2002 : Comedians Unleashed (série TV) : Host

### Comme scénariste
- 1992 : Richard Jeni: Platypus Man (TV)
- 1997 : Richard Jeni: A Good Catholic Boy (TV)
- 2005 : Richard Jeni: A Big Steaming Pile of Me (TV)

### Comme producteur
- 1992 : Richard Jeni: Platypus Man (TV)
- 1997 : Richard Jeni: A Good Catholic Boy (TV)

### comme compositeur
- 1992 : Richard Jeni: Platypus Man